# Сука (фильм, 1931)
«Сука» (фр. La chienne) — французский фильм-драма, первая полнометражная звуковая картина Жана Ренуара, снятая по одноимённому роману Жоржа де ла Фуршадьера и его сценической адаптации Андре Муэзи-Эона. Главные роли исполнили Мишель Симон, Жани Марез и актёр-любитель Жорж Фламан. Премьера состоялась в Париже 17 сентября 1931 года.
Фильм рассказывает о немолодом кассире Морисе Легране, который несчастлив в браке и находит утешение в живописи. Однажды он случайно знакомится с Лулу и влюбляется в неё; она же любит сутенёра Деде, который видит в ней лишь источник дохода. Искреннее чувство Мориса оказывается отвергнуто и осмеяно, и это толкает его на преступление. Затрагивая сложнейшие темы нравственности, справедливости, ординарности и исключительности, Ренуар воздерживается от оценок: в театрализованном прологе фильм иронично представлен «ни драмой, ни комедией», которая «не содержит никакой морали и ничего не доказывает».
В процессе съёмки Ренуар много экспериментировал со звуком, стремясь к максимально реалистичной передаче естественных городских шумов. Операторская работа характеризуется экспериментами с глубиной кадра; кроме того, многие сцены снимались длинными планами, чтобы сохранить естественность и непрерывность актёрской игры. Снятый в реалистической и натуралистической манере, фильм рассматривается как один из предшественников таких кинематографических направлений, как поэтический реализм и нуар.
Левые критики приняли картину восторженно, тогда как консервативные круги французского общества — отрицательно. Прокату фильма сопротивлялись правые радикальные организации, в связи с таким приёмом картина сумела заработать лишь незначительную прибыль. В настоящее время киноведы расценивают «Суку» как первый безусловный шедевр Ренуара, открывающий зрелый период его творчества.

## Сюжет
Картина начинается со своеобразного театрализованного пролога, в котором традиционные кукольные персонажи французского ярмарочного театра — конферансье, жандарм и Гиньоль — представляют трёх главных героев и высказываются о характере фильма в целом.
Главный герой фильма Морис Легран в начале фильма показан как примерный служащий, работающий кассиром парижского оптового трикотажного магазина. Он скучает на вечеринке, которую работники предприятия устроили для своего хозяина, по случаю получения им награды. Поздно возвращаясь домой, он видит на улице, как пьяный мужчина бьёт свою спутницу. Легран вмешивается и защищает её, после чего провожает молодую женщину, Лулу, до такси. Она принимает его за богатого человека и обещает ему написать. Попав домой, Морис невольно будит свою сварливую жену Адель, которая ругает его, взывая к памяти своего первого мужа, аджюдана Алексиса Годара, пропавшего без вести на Первой мировой войне. Легран выдерживает поток её брани и успокаивается, приводя в порядок картины, которые он пишет как художник-любитель на досуге, находя в них утешение от своей постылой жизни.
Легран селит Лулу в меблированной квартирке дома на Монмартре, где навещает её днём, но по ночам Лулу продолжает встречаться с Деде — тем самым мужчиной, который бил её, но которого она любит. Однако Деде становится всё более требовательным, а Легран, которого Лулу и Деде считают богатым, прослыл у них скрягой. Против занятий Леграна живописью выступает его жена, поэтому он начинает хранить свои полотна, которые Адель хочет отправить на помойку, в квартире Лулу. Однажды Деде забирает картины, обходит торговцев живописью и две из них продаёт торговцу Вальштейну, проявившему заметную заинтересованность. Деде выдаёт картины за работы одной американки, Клары Вуд, и позже, при знакомстве Вальштейна с Лулу, представляет её этой художницей. Художественному критику Ланжлару приходит в голову мысль, что, возможно, с картинами «американки» удастся провернуть выгодное дельце. Однажды Легран, проходя мимо галереи Вальштейна, обращает внимание, что там выставлена одна из его картин, и понимает, что «Лулу-Клара» их перепродаёт, но он не сердится на неё за это. Лулу выпрашивает у Леграна с каждым разом всё больше денег для своего любовника, чем вынуждает Леграна красть сбережения жены, спрятанные под стопкой белья. Тем временем неожиданно появляется первый муж Адель, Годар, который, как выясняется, не погиб, а обменял документы убитого на войне солдата на свои, чтобы избавиться таким образом от супруги. Встретив Леграна на улице, Годар пытается вытянуть у него денег, вначале угрожая явиться и вышвырнуть его из дома, а потом с помощью шантажа. Легран даёт ему ключ от своей квартиры и предлагает вечером, пока он с женой будет в театре, украсть сбережения Адель. В действительности же он подстроил всё таким образом, чтобы столкнуть бывших супругов лицом к лицу и обрести наконец долгожданную свободу. Ловушка действует так, как он и рассчитывал, и, пользуясь общим замешательством, Легран среди ночи бежит с чемоданом к Лулу. Но неожиданно для себя он застаёт её в постели с сутенёром Деде. Морис тут же уходит, но на следующее утро возвращается вновь. Он готов простить Лулу: ведь на подобное поведение её толкали превратности нелёгкой судьбы. Морис говорит, что любит её, и теперь, освободившись от уз своего брака с Адель, может помочь ей начать новую жизнь. В ответ Лулу спрашивает, закончил ли он последнюю картину, и в этот момент Морис понимает, что только это от него и нужно Лулу. Она же и не проявляет желания оправдываться: по её словам, было бы смешно думать, что она способна полюбить Мориса за его талант. В гневе Морис восклицает: «Ты не женщина, ты сука!». Но тут же снова умоляет Лулу бросить Деде, который её не любит, и уехать с ним. Лулу хохочет и издевается над ним, и тогда Легран, униженный до глубины души, закалывает её подвернувшимся под руку ножом для разрезания бумаги. Под окном квартиры уличные музыканты исполняют песню, вокруг собирается толпа, и Легран выходит из подъезда никем не замеченный.
Не подозревающий об этих событиях Деде приезжает к Лулу на автомобиле и проходит через группу людей, слушающих музыкантов. Он входит в подъезд, и консьержка ворчит на него, потому что он не поздоровался и ведёт себя надменно. Через минуту Деде выходит из дома испуганный и садится у всех на виду в машину. После этого консьержка заходит в квартиру Лулу, чтобы отдать почту, но обнаруживает тело погибшей. Таким образом, подозрение в убийстве падает на Деде, и вскоре полицейские арестовывают его в кафе. Вальштейн пытается воспользоваться этими обстоятельствами, чтобы получить от матери Лулу картины, которые та могла у неё оставить. Леграна увольняют из фирмы, где он работал, так как там обнаружилась недостача в кассе в сумме 2500 франков. Эти деньги, по всей видимости, он действительно украл, чтобы отдать их Лулу. По решению суда сутенёр был арестован, признан виновным в убийстве Лулу и гильотинирован.
В финале картины опустившийся на городское «дно» Легран открывает дверцы автомобилей перед галереями живописи на парижской авеню Матиньон. Другой клошар перехватывает у него заработанные таким образом деньги, но Легран его догоняет. Этим «воришкой» оказывается его старый знакомый Годар, давно овдовевший к тому времени. Оба смеются над таким поворотом судьбы и рассказывают друг другу о своей жизни на улице. Они подходят к художественной галерее, где рассматривают картины в витрине. На их глазах оттуда выносят приобретённый счастливым покупателем автопортрет Леграна и ставят его в машину. Оба новоявленных друга бросаются помочь хозяину автомобиля, за что получают вознаграждение. Обрадованные этим маленьким состоянием, они направляются в ближайшую забегаловку, чтобы прокутить нежданно подвернувшиеся двадцать франков.

## Над фильмом работали
Актёрский состав:
| Актёр           | Роль                               |
| --------------- | ---------------------------------- |
| Мишель Симон    | Морис Легран                       |
| Жани Марез      | Люсьенна Пелетье, по прозвищу Лулу |
| Жорж Фламан     | Андре Жоген, по прозвищу Деде      |
| Мадлен Берюбе   | г-жа Адель Легран                  |
| Роже Гайар      | Алексис Годар                      |
| Жан Жере        | Дюгоде                             |
| Александр Риньо | Ланжлар, художественный критик     |
| Люсьен Манчини  | Вальштейн, торговец картинами      |
| Макс Дальбан    | Боннар, сослуживец Леграна         |
| Ромен Буке      | Господин Анрио                     |
| Анри Гизоль     | Амеде, официант                    |

Съёмочная группа
- режиссёр: Жан Ренуар
- продюсер: Пьер Бронберже, Роже Ришбе[фр.]
- сценарий: Жан Ренуар, Андре Жирар[фр.]
- диалоги: Жан Ренуар
- оператор: Теодор Шпаркуль, Роже Юбер
- художник: Габриэль Сконьямилло[англ.]
- монтаж: Пал Фейош и Дениз Бачев (первый вариант), Маргерит Ренуар и Жан Ренуар (окончательный вариант)
- ассистенты режиссёра: Пьер Превер[фр.], Пьер Шваб, Клод Хейманн
- звук: Марсель Курме[фр.], Жозеф де Бретань[фр.]

## Создание

### Предыстория
| - Жан Ренуар - Жорж де ла Фуршадьер |

С первых работ в кинематографе Жан Ренуар самостоятельно финансировал производство своих фильмов, однако, столкнувшись с существенными финансовыми потерями, вынужден был обратиться к съёмкам сугубо коммерческих картин, чтобы иметь возможность заниматься любимым делом. Отказ Ренуара от личного продюсирования фильмов, прежде всего, связывают с крупными убытками в результате неудачного проката в 1926 году фильма «Нана» по одноимённому роману Эмиля Золя. Ренуар говорил по поводу этого фильма: «Я вложил в него всё, что у меня было, до последнего су». Для финансирования фильмов и покрытия убытков режиссёр даже был неоднократно вынужден продавать картины своего отца. Таким образом, отказавшись от самостоятельного финансирования своих работ, Ренуар начал снимать «заказные» картины на сторонних продюсеров. Позже среди работ этого периода он выделял только две — «Маленькая продавщица спичек» и «Лодырь». Непритязательный комедийный фильм-водевильного характера «Лодырь», снятый в 1928 году, имел для Ренуара важное значение потому, что при его создании он познакомился с актёром Мишелем Симоном, который впоследствии сыграл несколько значительных ролей в его картинах. По словам режиссёра, знакомство с этим выдающимся франко-швейцарским актёром стало для него настоящим «королевским подарком».
В своих мемуарах Ренуар вспоминал, что когда в 1929 году появилось такое «чудовище», как звуковое кино, он принял его с восторгом, видя огромные художественные возможности этого технического новшества. С целью попробовать себя в качестве режиссёра звукового фильма, он обратился к нескольким продюсерам и предложил им план фильма по роману Жоржа де ла Фуршадьера «Сука» (фр. La Chienne). На основе этого романа драматург Андре Муэзи-Эон создал пьесу, поставленную в декабре 1930 года режиссёром Фирменом Жемье на сцене парижского Театра де ла Ренессанс. В экранизации романа Ренуар усматривал благоприятную возможность создать интересные кинематографические ситуации для своей жены Катрин Гесслинг и одного из своих любимых актёров Мишеля Симона. Также режиссёра привлекала идея создать драматическую сцену вокруг популярной уличной песенки «Серенада на мостовой» (фр. La Sérénade du Pavé), которую он очень любил (вообще Ренуар часто применял музыку и песни для создания необходимой ситуации в фильме). Однако, по целому ряду причин, режиссёр продолжительное время не мог получить необходимого финансирования.
Шансы Ренуара снять этот фильм выросли в связи с тем, что содиректором студии в Бийанкуре был назначен его хороший знакомый Пьер Бронберже. Однако во время состоявшегося по инициативе Ренуара телефонного разговора продюсер объяснил ему, что несмотря на его заинтересованность, у него есть компаньон и что, даже получив его одобрение, он не может решиться на финансирование такого значительного проекта без разрешения всех пайщиков их предприятия. Компаньоном оказался Роже Ришбе, сын кинопрокатчика, владельца крупной сети кинозалов. По версии, высказанной Бронберже, с романом «Сука» его познакомил его брат, который прочитал роман в журнале и посоветовал в качестве литературной основы фильма для Ренуара. Ришбе, в свою очередь, вспоминал, что он также прочитал произведение Ла Фуршадьера, после чего стал вести переговоры с Муэзи-Эоном, который переработал роман в пьесу и обладал правами на экранизацию. Позже Бронберже говорил, что Ришбе не особенно доверял Ренуару, будучи наслышан о том, что тот склонен к перерасходам бюджета фильма, но после нескольких недель обсуждений он тем не менее согласился на этот проект. Ришбе же по этому поводу позже заметил, что инициатива исходила от него, так как ему казалось несправедливым, что в то время Ренуара пытались выжить из профессии.
Ренуар, с момента появления звукового кино не имевший работы, в качестве своеобразной пробы вынужден был согласиться экранизировать в 1931 году небольшой комедийный водевиль Жоржа Фейдо «Ребёнку дают слабительное» («Слабительное для бэби»). Одной из причин, почему Ренуару долгое время не давали работы в звуковом кинематографе, было также то, что его считали затратным режиссёром, припоминая ему крупномасштабную постановку исторического фильма «Турнир» (1928). Сам Ренуар в своих мемуарах «Моя жизнь и мои фильмы» писал, что при его попытках найти финансирование для «Суки» ему фактически ставились палки в колёса: «Трудности начались своеобразным школьным экзаменом, призванным доказать, что я могу быть экономным кинорежиссёром. Этот экзамен принял форму постановки полнометражного фильма по комедии Фейдо „Слабительное для бэби“». После того как Ренуар успешно выдержал этот своеобразный «экзамен», сняв короткометражный звуковой фильм в предельно сжатые сроки, сопродюсеры дали согласие на съёмку «Суки». Решающим в этом деле оказалось мнение Марселя Монтё, главного пайщика киностудии и владельца крупнейшей на тот момент обувной фирмы Франции, которого сумел уговорить Бронберже.

### Актёрский состав

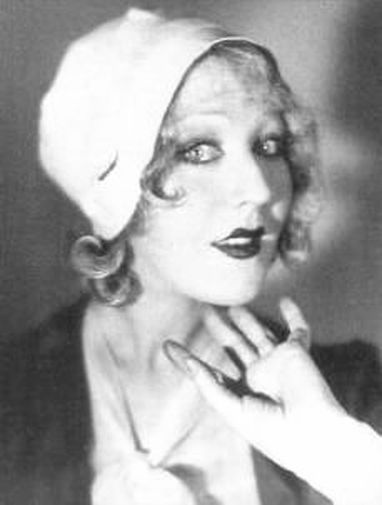
Катрин Гесслинг

Одной из проблем для Ренуара стало то, что главная женская роль, первоначально предназначенная для его жены Катрин Гесслинг, в итоге была передана актрисе Жани Марез, поскольку у неё был подписан контракт со студией в Бийанкуре. Кроме того, Катрин, как опасался режиссёр, была воплощением того типажа актрисы, который мог не понравиться Роже Ришбе. В результате Ренуар вынужден был отказать Гесслинг, про которую киновед Андре Базен позже писал, что она была «настоящая царица немых произведений» Ренуара. Позже режиссёр вспоминал об этом «предательстве», положившему конец их совместной жизни и продолжительному кинематографическому сотрудничеству, следующим образом:
Катрин не смогла проглотить эту обиду. Я предложил ей не жертвовать мной и отказаться играть в „Суке“. Она с этим не согласилась, надеясь, что я стану настаивать. Но я не настаивал: это стало концом нашей совместной жизни, которая могла бы продолжаться под знаком счастья. Кино оказалось для нас жестоким божеством.— Жан Ренуар

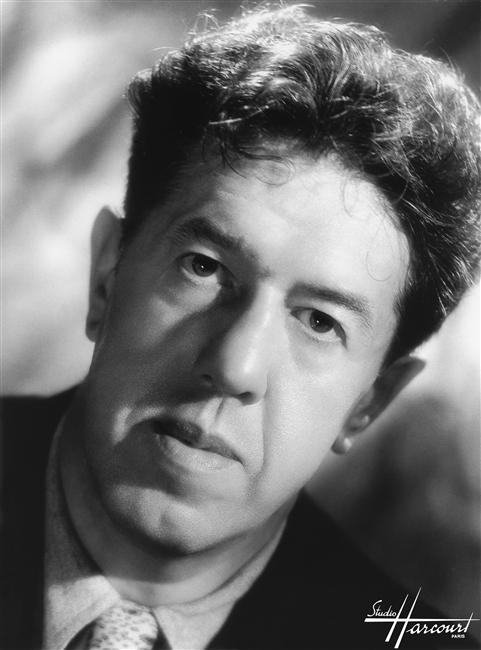
Мишель Симон

По словам Бронберже, первоначально Ренуар планировал взять на роль Леграна Гарри Бора, но продюсер сумел убедить его, что Мишель Симон в этой роли будет выглядеть «фантастически». В конечном итоге исполнителями главных ролей в картине были утверждены актёры Мишель Симон, Жани Марез и Жорж Фламан. Режиссёр называл Симона «абсолютным актёром», а во французской прессе он заслужил лестное прозвище «Мишель Великолепный». Свой кинематографический успех сам актёр объяснял тем, что выбирал роли, соответствующие его амплуа, внешности, темпераменту и никогда не делал на экране того, на что не способен, стараясь достигнуть максимальной искренности и достоверности. Своих персонажей он характеризовал следующим образом: «Это добрые люди, а доброта, гостеприимство, любовь встречаются не так уж часто». Творческое кредо Симона, по его словам, заключалось в том, что он никогда не относился к числу исполнителей, которые проповедуют с экрана и открывают истины, а свою актёрскую цель видел в том, чтобы хотя бы раз вынудить зрителя переживать. Ренуар отмечал, что на протяжении своей продолжительной кинематографической и театральной деятельности он встречался со многими актёрами, способными глубоко проникнуть в роль своего персонажа, но ни один из них не достигал такой глубины и вовлечённости в свой образ (что режиссёр назвал «пиранделлизмом»). Играя свою роль, Симон перевоплощался в образ господина Леграна, торгового служащего, что, по словам режиссёра, в полной мере могло получиться только у него одного. В киноведческой литературе отмечается, что Мишель Симон очень органично выглядел в своей роли, несмотря на то, что ранее играл в кино только роли комического плана, и приводится следующий эпизод с его участием в сцене съёмок убийства Лулу. На вопрос ассистентов оператора о том, сколько времени будет продолжаться эта сцена и сколько плёнки требуется заряжать в аппарат, он ответил: «Набейте кассеты до отказа. Я ведь никогда не убивал женщин и не знаю, долго ли это длится». Однако члены съёмочной группы не приняли этих слов всерьёз и плёнки так и не хватило.
По оценке Ренуара, актёры Симон, Марез и Фламан исполняли свои роли в одинаковой мере великолепно и до такой степени реалистично, что, по словам режиссёра, пережили в своей личной жизни ситуацию, схожую с коллизией, которую переживали их герои. Актриса Жани Марез (1908—1931) происходила из обеспеченной буржуазной семьи и воспитывалась в женском монастыре. В 1922 году в четырнадцатилетним возрасте она дебютировала на сцене театра в городе Шартр. Несколько позже она стала заниматься опереттой и продолжила свою карьеру в «Театре Мариньи» и «Театре Амбигю-Комик». Затем её заметил продюсер Роже Ришбе, который нанял её в 1931 году на главную роль в фильме Марка Аллегре «Мадемуазель Нитуш», продюсерами которого были Ришбе и Бронберже. В связи с удачной игрой в этой экранизации её пригласили в фильм Ренуара. При создании образа проститутки и содержанки Лулу режиссёр долго прорабатывал с ней роль, исполнение которой затруднял её ярко выраженный акцент. Его устранения Ренуар добился, заставив актрису читать текст роли, не делая связок, которые во французском языке являются признаком высокого стиля речи. Мишель Симон, игравший роль торгового служащего, влюбился в неё, но она предпочла ему Фламана, исполнявшего роль сутенёра. На эту роль Ренуар выбрал актёра-любителя, который был близко знаком с криминальным миром, его привычками и манерами общения. По некоторым сведениям, связь между Марез и Фламаном поощрялась продюсерами и режиссёром, которые, видимо, считали, что таким образом эти актёры сумеют лучше вжиться в роль любовников и на экране. По воспоминаниям Ренуара, Фламан удерживал свою любовницу благодаря приёмам поведения и общения в характерных традициях романтики преступного мира. Так, он вынудил Жани Марез бросить её богатого покровителя, чьи связи в кинематографических и театральных кругах безусловно могли бы способствовать успеху её карьеры актрисы, которая оборвалась по вине Фламана. Он заставлял её полностью раздеваться и в таком виде лежать на диване, а сам садился рядом на пол, и часами сидел в таком положении, по его словам, «не трогая её»: «Понимаешь, я только смотрю на неё… Смотрю с обожанием, но не прикасаюсь. Через час я могу делать с ней всё, что захочу… Не трогать её — вот что самое главное». Прельщённый надеждой стать «звездой» кино, он приобрёл большой американский автомобиль, имея при этом слабые водительские навыки. 14 августа 1931 года, уже после окончания съёмок, Фламан ехал с актрисой в своей машине, произошла авария, и молодая женщина погибла. Мишель Симон настолько тяжело переживал эту потерю, что на похоронах упал в обморок, и, по некоторым данным, даже угрожал Ренуару.

### Съёмочный процесс
По воспоминаниям режиссёра, фильм он создавал по своему усмотрению, совершенно не считаясь ни с какими пожеланиями продюсера, и ни разу не показал ему даже части своего режиссёрского сценария. Ренуар сумел создать такие условия, при которых результаты съёмок никем не просматривались, пока фильм не был окончательно завершён: «Работая над этим фильмом, я был беспощаден, признаюсь, прямо невыносим. В ту пору это вызвало форменный скандал».

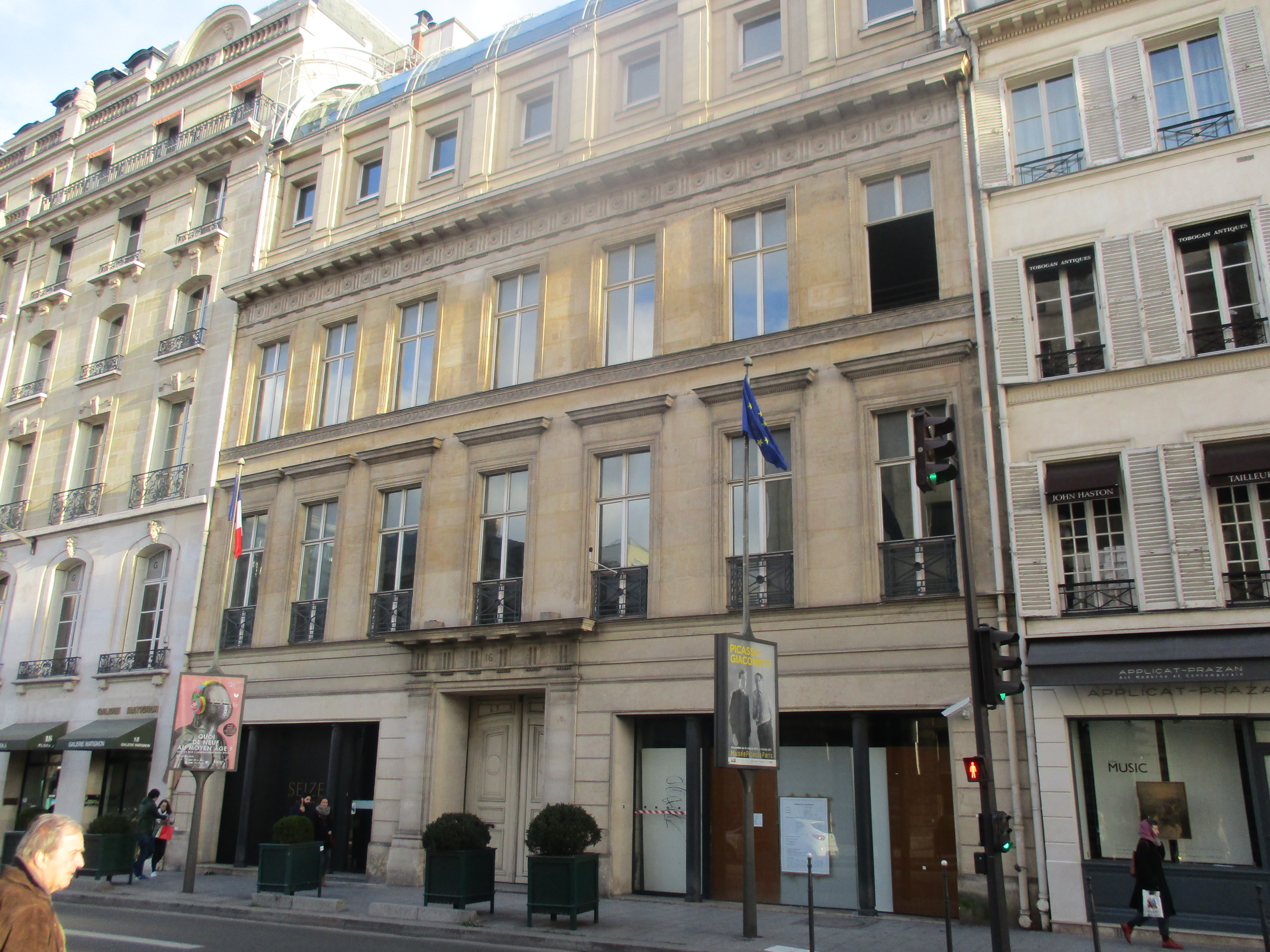
Авеню Матиньон

Съёмки происходили летом 1931 года в павильонах студии в Бийанкуре, парижском пригороде Ножан-сюр-Марн, на улицах и окрестностях Монмартра, авеню Матиньон в VIII-м округе Парижа. Ренуар с большой теплотой вспоминал о дружественной атмосфере во время съёмок и о своём «штабе», состоявшем из «замечательных людей»: «Клода Хеймана, Пьера Шваба и очаровательного Пьера Превера, персонажа, словно вышедшего из „Сна в летнюю ночь“. Его брат Жак часто заходил к нам и помогал нам поддерживать саркастическое остроумие, необходимое для дела». По признанию режиссёра, он вообще был склонен сотрудничать с друзьями, и многие участники фильма продолжили с ним работать и над другими проектами. Оператором фильма выступил Теодор Шпаркуль, который участвовал в создании предыдущего фильма Ренуара и был известен своими работами в Германии с такими выдающимися постановщиками, как Эрнст Любич и Георг Вильгельм Пабст. В 1928 году Шпаркуль переехал из Германии в Англию, где на протяжении трёх лет участвовал в создании нескольких фильмов, а в 1930—1932 годах жил и работал во Франции, прежде чем эмигрировать в США. Киноведы отмечают операторскую работу Шпаркуля, хорошо знакомого со стилистикой немецкого киноэкспрессионизма. Ему удалось найти соответствие запросам Ренуара в передаче происходящего благодаря мастерской работе со светом, тенями, а также уравновешенности и объективности своего стиля.
Свет делает ощутимой плотность ночного воздуха в сцене первой встречи главных героев, и воздух становится содержанием не просто этого кадра — всего фильма. Мягкий, гибкий, подвижный, — от такого света не бывает чёрных провалов, а вот тень возникает всегда. Камера осторожно наблюдает за этим светом, не желая спугнуть; её движение здесь — лишь путь от одной ренуаровской мизансцены к другой, пунктирный маршрут, проложенный вдоль драматургии фильма.
При создании фильма часто использовались три кинокамеры одновременно, что было продиктовано стремлением передать актёрскую игру в более полной манере, не дробя сцены на короткие планы. Многие сцены снимались длинными планами, при которых камера следует за перемещениями актёра, что позволяло исполнителям лучше вжиться в роль и не прерывать своего вдохновения короткими сценами, а также несовершенством звукооператорской техники того периода. Дело в том, что в то время Ренуар не имел технической возможности перезаписывать звук и при съёмках стремились работать с несколькими камерами одновременно, но с единственной звуковой дорожкой. На протяжении своего творческого пути режиссёр отличался глубоким осознанием роли технических средств, используемых в кинематографе. По его убеждению, роль техники в создании фильма и искусства в целом зачастую первична. Так, например, сын великого художника считал, что импрессионизм возник во многом благодаря изобретению практичных тюбиков для масляной краски, поскольку их использование облегчало труд живописцев — с ними легче и удобнее было ходить на пленэр, чем с ранее применявшимися для этого баночками. Таким образом, по его мысли: «Художественные открытия практически представляют собой прямой результат технических достижений». Высказывалось предположение, что присущие Ренуару технические эксперименты были обусловлены склонностью режиссёра к ремесленным навыкам (он начинал как художник-керамист) и пониманием необходимости овладения секретами мастерства профессии, что перекликается с идеями его отца, оказавшего на него значительное влияние.

### Запись звука
Огромное значение режиссёр придавал реалистичности звука, стремясь к его максимальной достоверности, передаче настоящих городских шумов и голосов людей. Звукооператорами фильма стали Марсель Курме и Жозеф де Бретань. С последним режиссёр работал над фильмом «Ребёнку дают слабительное», и де Бретань в дальнейшем станет принимать участие почти во всех французских фильмах Ренуара: «Он заразил меня своей верой в естественность звука в фильме. Благодаря ему я действительно сводил к минимуму искусственные звуки». Опыт, полученный в первом звуковом фильме, сформировал у Ренуара негативное отношение к наложению звука после съёмок, которое он называет «гнусностью». По его мнению, приверженцев дубляжа в XII веке сожгли бы на площади как еретиков: «Дубляж ведь эквивалентен вере в дуализм души». Киносъёмка и запись звука в то время осуществлялись студийными методами, особенно это касалось уличных сцен, где громкие сторонние звуки препятствовали бы последующему воспроизведению диалога на экране. Однако Ренуар решил, что уличные сцены необходимо ставить на натуре, чтобы добиться подлинности. С целью достижения реалистичности звукового сопровождения фильма, члены съёмочной группы, ответственные за этот процесс, стремились «процеживать» посторонние звуки посредством наложения одеял и матрацев на записывающую аппаратуру, а также вмонтировали микрофон в студийный прожектор. На съёмках присутствовал директор американской электротехнической компании «Western Electric», он не только с интересом следил за ходом съёмочного процесса, но и участвовал в обсуждении расширения возможностей звукового кинематографа. Режиссёр с увлечением вспоминал одну из снятых экспериментальным способом сцен, в которой был задействован ручей, служивший для неё задним планом, но его громкие звуки препятствовали качественной записи. В связи с несовершенством звукозаписывающей техники (в то время ещё отсутствовали направленные микрофоны), режиссёр остроумно решил эту проблему, сняв ручей крупным планом, благодаря чему его грохот на экране стал кинематографически оправдан. Использование в фильмах образов, связанных с водой, является одной из наиболее характерных творческих особенностей Ренуара, а в его творчестве есть целый ряд фильмов, где в том или ином виде вода фигурирует в самом названии «Дочь воды», «Будю, спасённый из воды», «Женщина на пляже», «Река». Как указывал Ренуар, вода является той стихией, которая значительно повлияла на его творчество и он не может представить картину без воды: «В движении фильма неизбежно существует нечто, что роднит его с бегом ручья, течением реки. Но это неуклюжее объяснение моего ощущения. В действительности, кино и река связаны более тонкими и прочными нитями, хотя они и необъяснимы».

### Монтаж

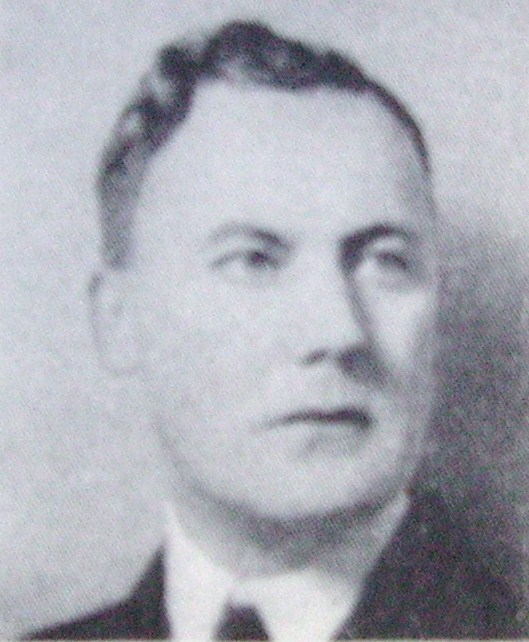
Пал Фейош

После того как фильм был снят, его первоначальный монтаж протекал без каких-либо происшествий и недоразумений, а Пьер Бронберже, внимательно следивший за созданием картины, даже был в восторге. Однако когда Ришбе, вернувшийся из путешествия, попросил показать ему фильм, он был поражён разительным несоответствием того, что ожидал увидеть, и снятым материалом: «Продюсер ожидал получить водевиль, а увидел мрачную, безнадёжную драму с убийством в качестве аттракциона, что в ту пору было совсем не в моде». Дело в том, что, по словам Ренуара, Ришбе, не сильно вникая в проект, ожидал увидеть комедию, поскольку создатель романа был наиболее известен как комедийный автор, а также с учётом предыдущего фильма Ренуара. В результате Ришбе решил, что картину можно «спасти», предположив, что можно перемонтировать фильм на его вкус без особых последствий. Этой операцией он попросил заняться режиссёра Пала Фейоша, который в это время работал над «Фантомасом», однако через некоторое время тот, узнав, что Ренуар не согласен на перемонтаж фильма, отказался. Тогда Ришбе поручил монтаж фильма Дениз Бачев. Ренуар протестовал против этой «кражи со взломом», но безрезультатно. По его словам, его уверяли, что это делается для его же блага и что фильму пойдёт на пользу сторонний «свежий глаз». По версии Бронберже, история о перемонтаже фильма выглядела несколько иначе: «Ришбе говорит, будто он привлёк Пала Фейоша к работе над монтажом фильма, но это неверно. Возможно, он намеревался это сделать, но этого так и не произошло». Ришбе же утверждал, что Фейош действительно занимался монтажом: «Когда сцены заняли подобающие им места, фильм вновь обрёл ритм. А вместе с ним, в одно мгновение — и то качество, которого заслуживал». По мнению Клода Отан-Лара, Фейош своим монтажом целиком и полностью спас картину.
Ренуару, несмотря на его протесты и попытки вернуться к работе над фильмом, был прекращён доступ на студию, для чего однажды даже была вызвана полиция. После этого он нашёл утешение в алкоголе и несколько дней кочевал по барам Монмартра, откуда его, по счастью, сумел «извлечь» режиссёр Ив Аллегре, который привёл к нему Бронберже, посоветовавшего обсудить этот щекотливый вопрос с Монтё. Финансист принял Ренуара в квартире своей любовницы, Берты де Лонпре, знаменитой на весь Париж своей безупречной грудью. Услышав рассказ Ренуара, она возмутилась и потребовала от своего покровителя, чтобы он приказал Ришбе дать смонтировать фильм по желанию его режиссёра. По другой версии, также высказанной режиссёром, Ришбе был не удовлетворён полученным результатом неаутентичного монтажа и вынужден был вернуть Ренуара, разрешив ему доступ в монтажную комнату, и тот в итоге сумел «в значительной мере исправить нанесённые фильму повреждения». Такая неразбериха в технических описаниях фильмов представляет собой обычное явление в работах Ренуара, что, по мнению Франсуа Трюффо, вызвано тем, что в съёмочной группе этого режиссёра никогда не было чёткой иерархической структуры, а члены его команды — не просто кинематографический коллектив, а, скорее, «маленькая банда». Трюффо подкрепляет эту мысль цитатой из самого Ренуара: по его словам, картину подготавливают как «преступление, окружая себя надёжными сообщниками». В фильмографии незаконченной работы Андре Базена о Ренуаре, продолженной критиками из Cahiers du cinéma, которую Трюффо характеризует как «лучшую книгу о кино, написанную лучшим критиком о лучшем режиссёре», указывается, что первый вариант монтажа был осуществлён Денизой Бачёв под руководством Пала Фейоша, а окончательный — Жаном Ренуаром и Маргерит Ренуар (ставшей его гражданской женой и принявшей его фамилию). Французский киновед Жак Лурсель пришёл к выводу, что с учётом всех сведений, фильм, вероятно, можно назвать одним из самых противоречивых в истории кино. По данным современных исследователей, окончательно прояснить вопрос о роли и степени участия в монтаже ленты Фейоша вряд ли представляется возможным. Паскаль Мерижо, проанализировав сведения о монтаже, пришёл к выводу, что точно установить все обстоятельства невозможно. Он также указывал на то, что Ренуар многими в то время расценивался как неопытный кинематографист. Кроме того, вероятно, его методы работы противоречили принятым, а сам режиссёр на начало 1930-х годов не овладел искусством монтажа в полной мере.

## Приём и прокат

### Выход на экраны
Премьерный показ «Суки» состоялся 17 сентября 1931 года в кинотеатре «Пале Рошешуар» в Париже, и картина имела успех. Жак Беккер, знакомый Ренуара и будущий известный французский режиссёр, специально добился отпуска из армии, чтобы присутствовать на премьере. После фильма он взволнованно повторял: «Это изумительно, Жан, изумительно», и заявил, что через два месяца демобилизуется и каждый день будет стучаться в дверь Ренуара и преследовать его до тех пор, пока тот не возьмёт его в ассистенты.
Несмотря на успех премьеры, Ришбе осторожничал и решил протестировать «Суку» в каком-нибудь провинциальном городе, выбрав для этой цели кинотеатр «Эдем» в Нанси, но неожиданно для создателей фильма вмешался политический фактор. Так, отдельным группам крайне правых, в том числе членам националистической организации «Огненные кресты», драматический фильм представился революционным. По мнению Ренуара, националисты, возможно, усмотрели в нём оскорбление судебных учреждений республики. Режиссёр позже вспоминал, что премьера в Нанси ознаменовалась чудовищным скандалом, сломанными креслами, свистом и предупреждением, что подобное будет повторяться до тех пор, пока фильм не снимут с экрана. По словам Ренуара, показ в Нанси представлял собой провал, не имевший себе равного. Паскаль Мерижо выяснил, что несмотря на то, что режиссёр указывал, что фильм шёл только «два дня», это не соответствует действительности, так как на самом деле это имело место с 13 по 19 ноября 1931 года, по два показа в день. Кроме того, по информации Мерижо, легенда Ренуара о беспорядках не подтверждается другими источниками и её следует признать недостоверной. 
С моими кинематографическими надеждами было покончено. Снова мне приходилось думать о том, чтобы бросить ремесло режиссёра. Я потерял веру в себя. В конце концов, эти зрители и критики, наверное, правы. Может быть, я напрасно упорствовал, но, к счастью, как говорил поэт Жорж Фуре, есть божий перст и он посрамит моих врагов.
В одном из интервью постановщик говорил, что публика не смогла принять реалистический сюжет в звуковом фильме, что, по его мнению, было несколько парадоксально, так как ранее реалистическая манера изложения в немом кино не вызывала у зрителей отторжения. Тем не менее, когда «персонажи в таких печальных, мрачных ситуациях заговорили, зрители не приняли то, что увидели». Все эти события сослужили плохую роль как для картины, так и для самого режиссёра, который на некоторое время потерял веру в себя и своё призвание. При посредстве Марселя Паньоля Ренуар познакомился и подружился с кинопрокатчиком Леоном Сирицким, русским евреем по происхождению, владевшим несколькими кинотеатрами, среди которых был и роскошный зал в Биаррице. После того, как прокатчик посмотрел «Суку» и она ему понравилась, он предложил Ришбе демонстрировать картину в кинотеатре «Рояль Синема» Биаррице. Если верить режиссёру, то при показе фильма Сирицкий воспользовался своеобразным рекламным приёмом, рекомендуя в газетных объявлениях и афишах семьям не смотреть фильм, поскольку он представляет собой ужасное зрелище, предназначенное не для чувствительных сердец, и предупреждал, чтобы на сеансы не брали детей. Эта уловка принесла положительный результат: премьера имела большой успех, а фильм демонстрировался несколько недель подряд, чего в Биаррице никогда не случалось. Как указывал Мерижо, к этому свидетельству Ренуара следует относиться скептически, и привёл в качестве подтверждения своего мнения слова Леона и его сына Джо. После того как фильм с успехом шёл на протяжении нескольких недель, он заинтересовал дирекцию парижского кинотеатра «Колизей» (фр. Le Colisée), которая предложила Ришбе выпустить фильм в прокат, после чего с 19 ноября 1931 года (по информации Мерижо с 17 числа) он там длительное время демонстрировался. По замечанию автора картины, это был первый фильм, который показывался в одном кинотеатре три или четыре недели; но в целом фильм сумел собрать лишь незначительную прибыль. Несмотря на такие проблемы, связанные с созданием и прокатом картины, Ренуар подчёркивал, что она оставалась одной из самых любимых в его фильмографии.

### Домашние издания
В 1989 году фильм был выпущен в США в формате LaserDisc компанией «Image Entertainment» в составе «CinemaDisc Collection». 5 февраля 2002 года он был издан в формате VHS компанией «Kino International», в составе комплекта, в котором в качестве дополнения используется фильм Ренуара «Загородная прогулка». 14 июня 2016 года американская компания по распространению видео «The Criterion Collection» выпустила отреставрированный фильм в формате 4K Blu-ray и DVD. Оба издания включают в себя фильм «Ребёнку дают слабительное» (1931) и сопровождаются дополнительными видеоматериалами. 23 октября 2003 года фильм был издан в формате DVD во Франции компанией «Opening Distribution» в виде комплекта из трёх дисков вместе с фильмами Ренуара «Ребёнку дают слабительное» (1931), «Лодырь» (1928) и «Катрина» (1924). 10 ноября 2015 года фильм был выпущен компанией «M6 Vidéo» в комплекте с фильмом «Загородная прогулка» (1936) в формате Blu-ray и DVD во Франции.

## Художественные особенности

### Театральная стилистика

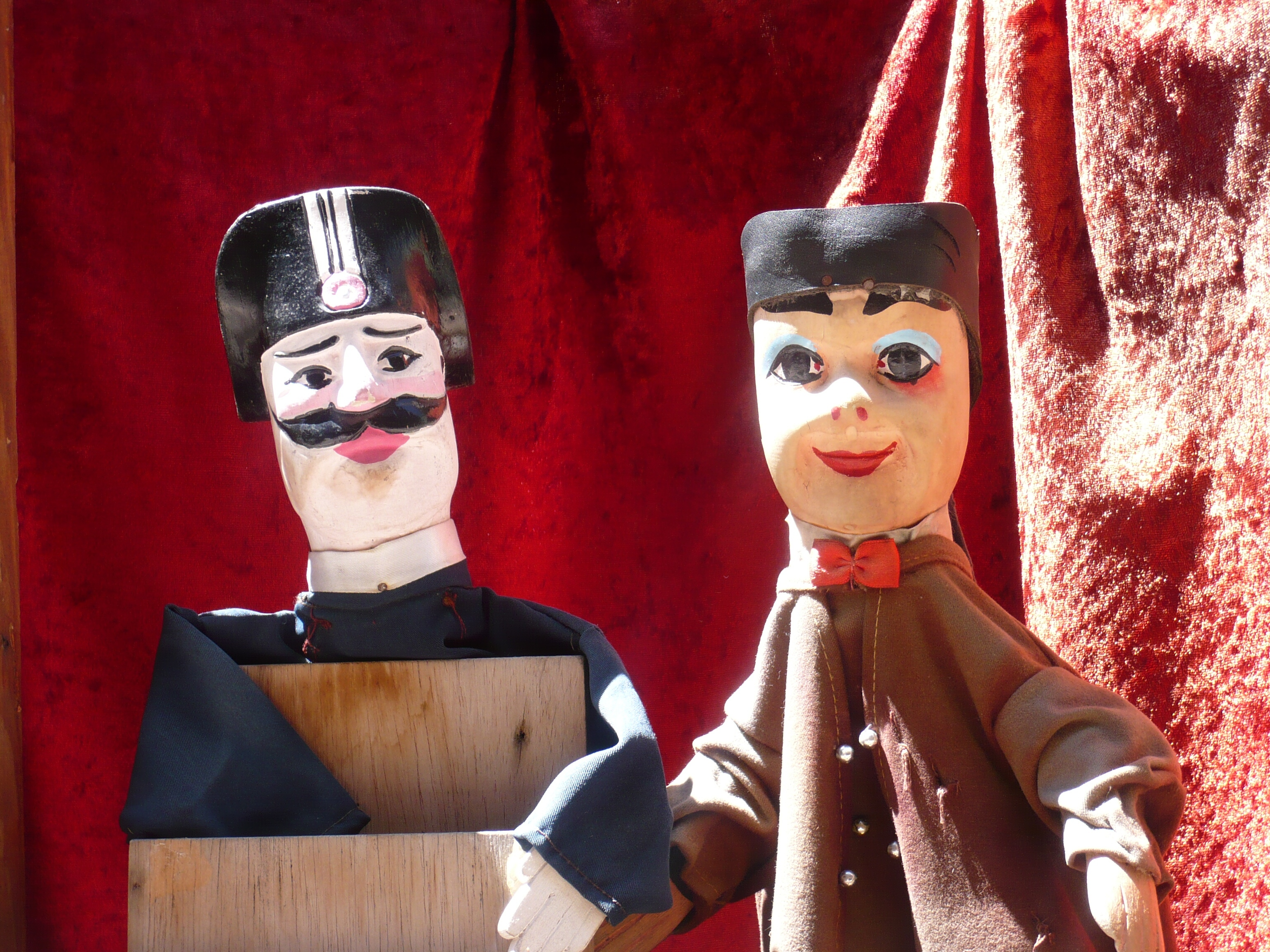
Лионский Гиньоль

Фильм открывается и заканчивается сценой кукольного традиционного французского театра Гиньоль, с которым Жан Ренуар, как и с кинематографом, познакомился ещё в детском возрасте благодаря натурщице отца — Габриелле Ренар. Он стал большим почитателем таких кукольных представлений, особенно необлагоороженного, настоящего лионского Гиньоля, и пронёс эту любовь через всю жизнь. По утверждению Габриеллы, пятилетний Жан настолько перевозбуждался в ожидании поднятия занавеса театра, что непроизвольно «писался в штанишки». Сам Ренуар не возражал против такого заявления, уже в зрелом возрасте признавая, что предвкушение начала спектакля, обещающего быть хорошим, чрезвычайно его волнует. Начинается «Сука» коротким театрализованным прологом, в котором кукольные конферансье, жандарм и Гиньоль, перебивая друг друга, рассказывают о своём понимании «представления». Конферансье говорит, что это серьёзная социальная драма, утверждающая торжество справедливости, но жандарм его поправляет и заявляет, что это комедия нравов, в которой речь идёт о морали. Внезапно появляется Гиньоль со своей обычной палкой в руках: он обрывает их и задаёт взбучку, утверждая при этом, что представление, которое предстоит посмотреть, вовсе ничего не доказывает, не имеет никакой морали и никого ничему не научит: «Эта пьеса и не драма, и не комедия. Она ровным счётом ничего не доказывает». Согласно комментарию российского киноведа и знатока французского кино М. С. Трофименкова, в этом прологе режиссёр «раскрыл свои карты», а «изобразительный ряд слишком иронично уютен, чтобы воспринимать экранные страсти чересчур всерьёз…» По его наблюдению, концептуально лента до предела населена героями-«перевёртышами», но зритель осознаёт это лишь постфактум, поскольку режиссёр мастерски вводит, казалось бы, «водевильные эффекты» в общее течение жизни, которая, как оказывается, вовсе «не трагическая и не комическая, а, скорее, забавный хаос»: «Никому не нужная мазня может превратиться в предмет вожделения коллекционеров. Шлюшку можно выдать за художника, побег от жены — за героическую гибель на поле боя. Преступника казнят за единственное преступление, которого он не совершал».
Словно в доказательство того, что творчество Ренуара, при всей своей плодотворности, удивительно цельно, его 1-й звуковой фильм и его последний фильм начинаются и заканчиваются в миниатюрном театре — „маленьком театре Жана Ренуара“, где в головокружительной пляске перед нами проносятся парадоксы, счастливые и отчаянные моменты жизни этих „бедных людей“, на которых в прологе намекает Петрушка, представляя 3 главных героев Суки.
Театр занимает одно из центральных мест в творчестве французского кинорежиссёра; взаимодействие условности и реальности, отображение их на экране являлось предметом настойчивых поисков Ренуара. Французский философ Жиль Делёз в своей работе «Кино» рассматривал творчество Ренуара посредством категории «кристалла». На протяжении всей жизни режиссёра серьёзно занимал вопрос разграничения сферы театра и жизни. Делёз считал, что театр в концепции Ренуара аксиологически важен в связи с поисками искусства жить, он первичен, собственно говоря, тем, что из него должна выйти жизнь: «Мы рождаемся в кристалле, но кристалл сохраняет в себе лишь смерть, а жизнь должна выйти за его пределы, и сначала её следует попробовать». В 1950-х годах режиссёр поставил несколько театральных постановок и снял такие фильмы, как «Золотая карета» (1952), «Французский канкан» (1954) и «Елена и мужчины» (1956), которые киноведы считают трилогией, посвящённой различным видам театрального искусства. В зрелый период творчества постановщик пришёл к выводу, что внешнее в искусстве практически не имеет значения, а обращение к «внешней правде» прослеживается — по его словам — «в так называемых „реалистических“ фильмах, вроде „Суки“ и „Человека-зверя“». В «Суке» соотношение театральной эстетики и происходящего на экране, ограниченность и рамочность персонажей, а также действия, подчёркивается различными ракурсами кинокамеры, зачастую установленной в пределах оконных проёмов, дверей, решёток и т. д.

### Аудиовизуальная сторона фильма
Киновед и философ кино Андре Базен выделял целый ряд выдающихся художественных особенностей картины, к которым он прежде всего относил изобретательную съёмку и операторскую работу в целом, запись звука, реалистические декорации и реализм картины в целом, диалоги, работу с актёрами. Историк и теоретик кино Зигфрид Кракауэр подчёркивал, что для Ренуара вообще характерна продиктованная художественными задачами кинематографическая изобретательность, он мастерски передаёт на экране внутренние состояния персонажей посредством внешних эффектов. Базен особо выделял операторскую работу в картине, которая отмечена экспериментами с глубиной кадра, характерными для творчества этого постановщика: «Окно дома выходит на узкий двор, куда смотрят и окна соседских квартир (нам видно, как занимается уборкой женщина, как мальчишка наигрывает гаммы на пианино). Внутри самой квартиры Леграна мизансцена организована с продвижением действия в глубину из одной комнаты в другую». Критик вообще необычайно ценил в Ренуаре его «фирменные» глубинные кадры, ему импонировало совмещение длинных планов с глубинными мизансценами, в чём философ кино усматривал главный смысл кинореализма, а по свидетельству Франсуа Трюффо, никто из режиссёров его больше так не интересовал. К другим ярким особенностям, нашедшим дальнейшее отражение в творчестве режиссёра, можно отнести драматическую сцену с Леграном, где «великолепная раскадровка» отчасти предвосхищает раскадровку финала фильма «Преступление господина Ланжа» (1936). В этом эпизоде первоначально камера находится за Леграном и направлена на постель через дверь. Потом она направляется на улицу перед домом и вновь ловит сцену через окно, прикрытое занавесками, при этом происходит систематический поиск эффекта внутреннего каше в кадре.
«Сука» расценивается как одна из первых звуковых картин во Франции, знаковая в этой области, поскольку звук здесь применяется для передачи драматургического эффекта, а не просто как новомодный технический трюк. Так, Базен особо отмечал, что звук записывался синхронно, на натуре, благодаря чему звуковая материя всегда реалистична, а окружающие шумы великолепны: «Например, любовный диалог Леграна и Лулу внизу у её дома сопровождён, оркестрован шумом водостока, не менее сильным, чем шум бурной реки. Напротив, в уличной песне ясно угадывается тон студийной записи». Сам Ренуар считал, что диалогу в фильме придают слишком большое значение, но его нельзя использовать в отрыве от звукового сопровождения фильма: «Для меня вздох, скрип двери, шаги на мостовой могут быть столь же красноречивы, как и слова».
Звук и изображение находятся в тесном взаимодействии, чего в то время было достаточно сложно добиться, учитывая также то, что съёмки многих сцен осуществлены при помощи трёх камер. Ренуар в качестве примера приводил эпизод в кафе, когда Легран обсуждает с Годаром похищение денег из квартиры. Эта сцена была решена следующим образом: первая камера снимала общий план, другая — Мишеля Симона, а третья Гайара, после чего совмещали изображение со звуком. По замечанию Жака Риветта, в картине имеются сцены, которые или снимались одной камерой, или, в случае если они снимались несколькими, режиссёр оставлял картинку, снятую только одной. Также в ленте очень много эпизодов, снятых с движения, причём продиктовано это было не достижением яркого стилистического эффекта, а отношением Ренуара к природе актёрской игры. По мысли режиссёра, нельзя требовать от исполнителей, чтобы они были зависимы от камеры, а необходимо создать условия, чтобы камера работала на актёров. По его словам, уже в «Суке» он снял множество планов, где камера перемещалась за исполнителем с единственной целью: не прерывать актёрской игры.
Пьер Лепроон также отмечал, что эта картина демонстрирует мастерство Ренуара в применении звуковых возможностей кинематографа, изобретательно и к месту использованных им для нагнетания драматизма. Лепроон выделяет применение новых звуковых эффектов, характерных для блестящего периода поэтического реализма в середине 1930-х годов. Кроме того, по мнению критика, эта картина может расцениваться одним из истоков «чёрного фильма», который примерно тогда же начнёт занимать своё место в кинематографической продукции. По словам режиссёра, «Сука» была первым фильмом в том новом стиле, который несколько позже назовут «реалистическим». По замечанию Ренуара, несмотря на то, что Жак Фейдер ранее, в 1928 году, снял фильм «Тереза Ракен» по роману Эмиля Золя, а также несколько других режиссёров создали ещё несколько реалистических картин, это были немые фильмы, а «Сука» стала первым звуковым фильмом в этом ряду. По оценке режиссёра, эта картина стала в его фильмографии поворотной, приблизив его к эстетике «поэтического реализма», и несмотря на неудачу ленты в прокате, зрители и критики в конце концов не могли не понять, что он оправданно поступился некоторыми своими убеждениями в интересах «внешней правды», тем более, что последняя стала надёжной опорой «правды внутренней».
По мнению Базена, диалоги и работа с актёрами в этой картине достигают совершенства, стиль игры совмещает в себе одновременно «верх выдумки и верх реализма». Критик предполагает, что диалоги были наполовину сымпровизированы в зависимости от индивидуальной манеры игры каждого актёра. По замечанию киноведа и историка кино Жака Лурселя, сюжет картины окутан «грязным» натурализмом, который режиссёр преодолевает с помощью целого комплекса элементов, создающих специфическую красоту ленты. К таким компонентам Лурсель прежде всего относит трагическую роль судьбы в большинстве эпизодов; сардонический юмор, позволяющий автору свести на экране счёты с «обществом», порождающим вечную комедию ошибок и лжи (негодяя приговаривают к смерти за единственное преступление, которого он не совершал, а настоящий убийца даже не попадает на допрос; клошар оказывается непризнанным автором шедевров, продаваемых за огромные деньги); «гениальную сдержанность» в манере игры Мишеля Симона. По мнению французского киноведа, в этом фильме и в «Будю, спасённом из воды», которые кажутся двумя половинками целого, Симон «предстаёт, вне всяких сомнений, самым совершенным актёром в истории кино; он может быть то интровертом, то экстравертом, то сдержанным, то экспансивным, то лунным, то солнечным». По наблюдению Лищинского, для актёрской манеры Симона характерен некий разлад между «обликом и сущностью, мыслью и поступком, желанием и реальностью», а ярко выраженная напряжённость моральной ситуации вызывает резкий и гротескный внешний образ ролей выдающегося французского актёра. По мнению критика Клода де Живре, картина является настоящим бенефисом Мишеля Симона и во многом даже поставлена ради него. Кроме того, она отражает одну из любимых тем Ренуара, мастерски показывающего на экране те исключения из правил и немногочисленных одиночек, которые жертвуют комфортом ради свободы. Герой Мишеля Симона представляет собой самого заурядного, среднего француза; единственной возможностью избежать рутинной и мещанской жизни для него является занятие живописью. Когда же на его пути повстречается любовное приключение в лице Жани Марез, то его соблазнит не столько сама женщина, сколько идеальная натурщица, а также уединённая квартирка, которая станет убежищем для его преступной любви и любимых картин, презираемых его сварливой женой: «Художник сам того не ведая и убийца поневоле, он последует примеру первого мужа своей жены и станет клошаром; ибо независимость обаятельного плута и вправду предпочтительнее рабства порядочного человека».
В этой адаптации литературный источник получил характер драмы — жестокой, аморальной, напоминающей по трактовке «Нана». По мнению Пьера Лепроона, это подлинная трагедия, в которой чувственная страсть приобретает роковой характер, как это будет в картине «Человек-зверь» (1938), подтвердившей склонность Ренуара к «тяжёлому и мрачному натурализму». Трофименков останавливается на аудиовизуальной составляющей картины, в которой, по его наблюдению, Ренуаром отражены не художественные влияния его великого отца-импрессиониста, а скорее образы, почерпнутые из полотен французских художников группы «Наби» с их «„буржуазной“ поэтикой интерьеров» (Феликс Валлоттон, Пьер Боннар, Эдуар Вюйар).

### Музыка

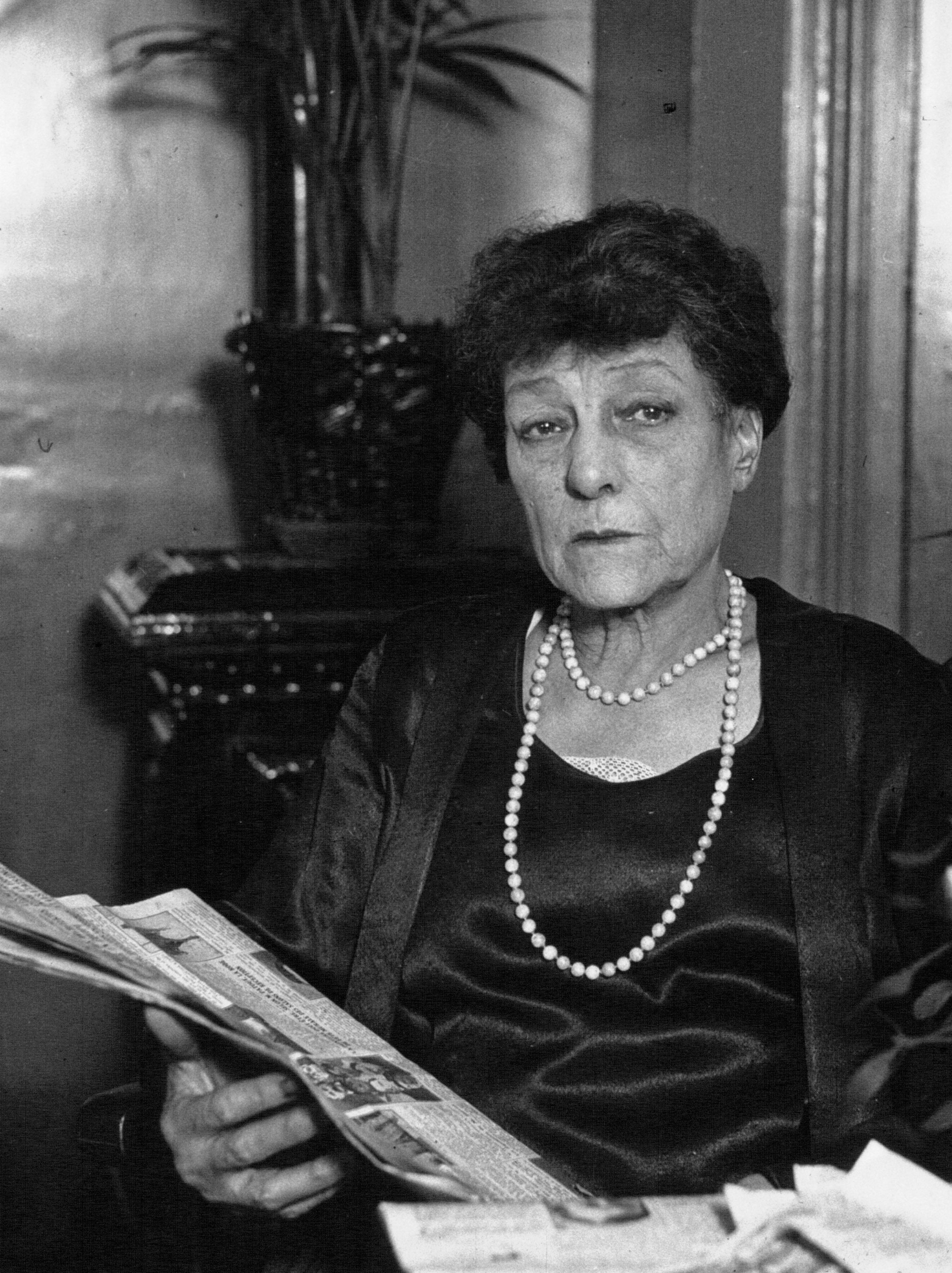
Эжени Бюффе

Для драматургии, психологической обрисовки персонажей и развития сюжета в фильмах Ренуара часто используется музыка, в частности, песни, которые в некоторых случаях играют очень важную роль. По убеждению Ренуара, музыка в фильме должна способствовать выражению смысла кадра. Как неоднократно подчёркивал сам режиссёр, в своём творчестве он часто использовал песни для создания различных ситуаций в фильме. Так, по его словам, стиль «Великой иллюзии» в некоторой мере продиктован песенкой «Кораблик», которую Пьер Френе, исполняющий роль капитана де Боэльдьё, наигрывает на флейте. Тон фильма «Тони», повествующего о жизни рабочих-иммигрантов, основывается на пьемонтских и корсиканских песнях, а в фильме «Человек-зверь» важнейшее значение имеет песенка «Сердечко Нинон» (фр. Le Petit Coeur de Ninon). В такой же мере это касается и фильма «Сука», так как одним из побудительных мотивов к созданию этой работы для Ренуара являлась возможность выстроить драматическую сцену на основе городской песенки «Серенада на мостовой» (фр. La Sérénade du pavé). Эта песня из репертуара известной певицы варьете Эжени Бюффе времён «Прекрасной эпохи» была создана в середине 1890-х годов Жаном Варнеем. Эту самую известную свою песню она регулярно пела до середины 1920-х годов, в последний раз записав её в 1931 году, за три года до смерти. Бюффе прежде всего известна по песням реалистического и сентиментального содержания, моду на которые связывают именно с её именем. Она была очень популярна на рубеже веков, получив от любивших её простых людей прозвище «Национальный Кузнечик». Её песня, также известная по первым словам припева «Будь добра, о моя дорогая незнакомка» (фр. Sois bonne ô ma belle inconnue), видимо, настолько была известна в конце XIX века и близка Ренуару, что в его фильме «Французский канкан», повествующем о создании кабаре «Мулен-Руж» в ту эпоху, именно она была выбрана для исполнения Эдит Пиаф, которая играет роль Бюффе.

Кадр из фильма. Сцена убийства

В фильме «Сука» песня Бюффе звучит в исполнении певца, скрипачки и гитариста под окном квартиры Лулу в момент ссоры с Леграном. По мнению киноведов, такой музыкальный ансамбль символически намекает на любовный треугольник между главными героями картины, вызвавший конфликт в квартире. Легран под аккомпанемент доносящейся с улицы песни умоляет Лулу остаться с ним и разорвать связь с Деде, после чего в ярости убивает её. Вместо более привычного исполнения этой песни певицей, в фильме её поёт мужчина, что ещё более усиливает (не только на уровне текста) его отождествление с Леграном, а сбор монет с мостовой музыкантами предвосхищает эпилог, где он показан как бродяга, так же подбирающий мелочь. Эта песня приобретает не только символическое, но и важнейшее сюжетное значение, так как собравшаяся толпа зевак настолько увлечённо слушает уличных музыкантов, что не замечает выходящего из подъезда после убийства Леграна. Трофименков, несколько утрируя, даже называет главным героем картины уличного певца, который своим выступлением до такой степени отвлёк горожан, что потом никто из них не сможет дать показания о совершённом рядом убийстве. Жорж Садуль особо выделяет прекрасную «звуковую атмосферу» картины, где режиссёру удалось совместить повседневные звуки с музыкальным сопровождением, называя песню уличных музыкантов «аккомпанементом» к сцене убийства. В картине также используется музыка из песни «Серенада» итальянского композитора Энрико Тозелли, написанная им в 1900 году. Эта ностальгическая мелодия сентиментально-лирического плана звучит в конце вечеринки, организованной в магазине, где работает Легран, предвосхищая его встречу с Лулу. Известная народная французская песня «Мальбрук в поход собрался» времён войны за испанское наследство, которую довольный Легран напевает перед женой Адель, расставив ловушку для не вернувшегося к ней с войны Годара, как бы предвещает возвращение последнего к своей законной супруге.

## Критика

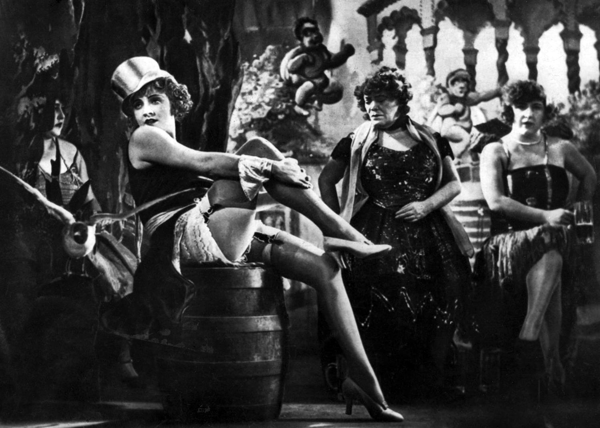
Кадр из фильма «Голубой ангел» (1930)

После выхода фильма в прокат он заслужил восторженный приём у критиков, поддерживающих левые партии, и обвинения в «безнравственности» со стороны консервативной прессы. Мерижо указывал на благосклонность критики, особенно в оценке игры Симона. Он приводит «лирические» слова Ришара-Пьера Бодена из Le Figaro, из рецензии опубликованной 6 декабря 1931 года: «Вот чудо — Жани Марез жива, и вот она уже убита: ножом для бумаги, ударом в горло, Симон пронзает смех Жани Марез, смех, который никогда не стихнет. Сколько можно заново убивать мертвецов? Жани Марез, весна, растоптанная этим летом, Жани Марез, маленькая покойница с экрана, Жани Марез, чей смех раздаётся сквозь пелену смерти, Жани Марез, Сука, что ты нам говоришь оттуда». В целом фильм получил неутешительные сборы, в итоге дав лишь незначительную прибыль, что вынудило Ренуара вновь обратиться, как и после финансовых потерь, понесённых от проката «Нана», к созданию коммерческих лент, а за самим режиссёром утвердилась репутация неуживчивого человека. Лоранс Скифано, биограф Лукино Висконти, который в середине 1930-х годов работал совместно с Ренуаром в качестве помощника и испытал его влияние, отмечала, что после фильма «Сука» имя французского режиссёра начало олицетворять в кинематографических кругах скандальную известность и провал. Ему стало трудно находить финансирование для своих проектов, так как продюсеры отказывались принимать участие в фильмах режиссёра, персонажи которого «смачно харкают на землю».
По мнению Жоржа Садуля, первые пять лет существования французского звукового кинематографа прошли под знаком двух мастеров — Рене Клера и Жана Виго, но кроме того, этот период ознаменовался созданием трёх-четырёх замечательных произведений: «Жан, с луны свалившийся» Жана Шу, «Сука» Жана Ренуара, «Маленькая Лиза» Жана Гремийона. По предположению того же автора, успех картины Джозефа фон Штернберга «Голубой ангел» (1930) с Эмилем Яннингсом и Марлен Дитрих в главных ролях, видимо, как-то повлиял на выбор данного сюжета Ренуаром, но Мишель Симон далеко превзошёл немецкого актёра в аналогичной роли. По наблюдению французского киноведа, в точной обрисовке некоторых образов Ренуар возвращается к литературному натурализму, который был близок этому мастеру как по его художественным вкусам, так и по темпераменту. Несмотря на одобрительную оценку режиссёром актёрской игры в этом фильме, по поводу исполнительского мастерства некоторых артистов в критике звучали и менее однозначные оценки. Так, Эрик Ромер причислил Макса Дальбана и Жоржа Фламана к самым плохим актёрам в фильмографии французского режиссёра-классика, так как, по его мнению, им, как и Ренуару того периода, не хватает некоторой доли искусственности, «точности». Но при этом тот же автор заметил, что после многократных просмотров фильмов с их участием становится ясно, что большие или меньшие недостатки в их актёрской игре компенсируются избытком человеческой подлинности. Что касается Ренуара, то, по мнению Ромера, он сумел обрести подлинное понимание силы искусственности только в 1950-х годах («Золотая карета», «Французский канкан» «Елена и мужчины»), когда его персонажи начинают, с большим или меньшим успехом, словно бы стилизованно играть свои роли, заставляя вспомнить героев комических лент братьев Люмьер.
Некоторые критики характеризуют фильм как жёсткую, натуралистическую драму, при этом указывая, что творчеству режиссёра присущ некоторый стилистический эклектизм, особенно в довоенный период. По оценке Жака Лурселля, первый полнометражный фильм Ренуара представляет собой его первый «настоящий шедевр». Он характеризует его как безупречное произведение, и утверждает, что даже несмотря на урезанную телевизионную версию, осуществлённую позже, эти купюры фильму не вредят. По его наблюдению, в столь конкретном мире Ренуара картина выглядит немного чужеродной, почти абстрактной и отстранённой. По мнению советского киноведа и биографа Ренуара И. И. Лищинского, режиссёр в этом фильме сумел передать сам дух эпохи начала 1930-х годов: «мотив необъяснимой, но тем более неизбежной катастрофичности, мотив неустойчивости, авантюрности, таящейся в повседневном течении буржуазной жизни». Согласно комментарию того же автора, драматургия фильма основана на серии переломов, «непонятных и неподготовленных», когда самая банальная действительность, непритязательная проза жизни неожиданно, без предупреждений, оборачивается потрясением. Передаче этой атмосферы служит режиссёрское мастерство и видение Ренуара: «Длинные, неразрезанные кадры „Суки“ подчёркивают, что все эти случайности сосуществуют одновременно, в едином пространстве, где-то рядом». Лищинский также выделяет художественное отражение в этом фильме проявленной режиссёром тяги к натуральности, реализму, что отражает веру Ренуара в жизнь, его философский оптимизм. При всей трагичности и мрачности «Сука» стоит неизмеримо далеко от «пантрагизма» фильмов Марселя Карне. Как отмечает Жак Брюниус, после постановок ряда коммерческих фильмов, в которых была принесена «дань Мамоне», благодаря созданию этой картины Ренуар сразу же становится одним из немногих ведущих французских постановщиков своего времени. Несмотря на то, что фильм снят по заурядному роману, временами он достигает величия, нехарактерного для французского кинематографа. М. С. Трофименков объясняет первоначальный прохладный приём фильма публикой несоответствием ожиданиям от экранной адаптации бульварного романа, в которой предполагалось увидеть угрюмый реализм в манере Эмиля Золя, хотя сюжет картины, на первый взгляд, действительно соответствует канонам натуралистической школы. Однако в действительности, по своему характеру и визуальным особенностям фильм слишком «иронично уютен, чтобы воспринимать экранные страсти чересчур всерьёз» и насыщен отсылками к театру, начиная с театрализованного пролога. Российский кино-театральный критик А. В. Гусев не совсем согласен с такой трактовкой, указывая, что несмотря на пролог в форме кукольного спектакля к «самому, возможно, реалистическому фильму в истории кино», Ренуар сумел показать, что настоящая театральность является настоящим путём к реализму, а следовательно, и «к свободе экранного действия». Некоторые исследователи относят эту работу, а также вышедший на экраны в 1932 году фильм «Ночь на перекрёстке» к предшественникам такого значимого жанра, как нуар.

## Значение и влияние

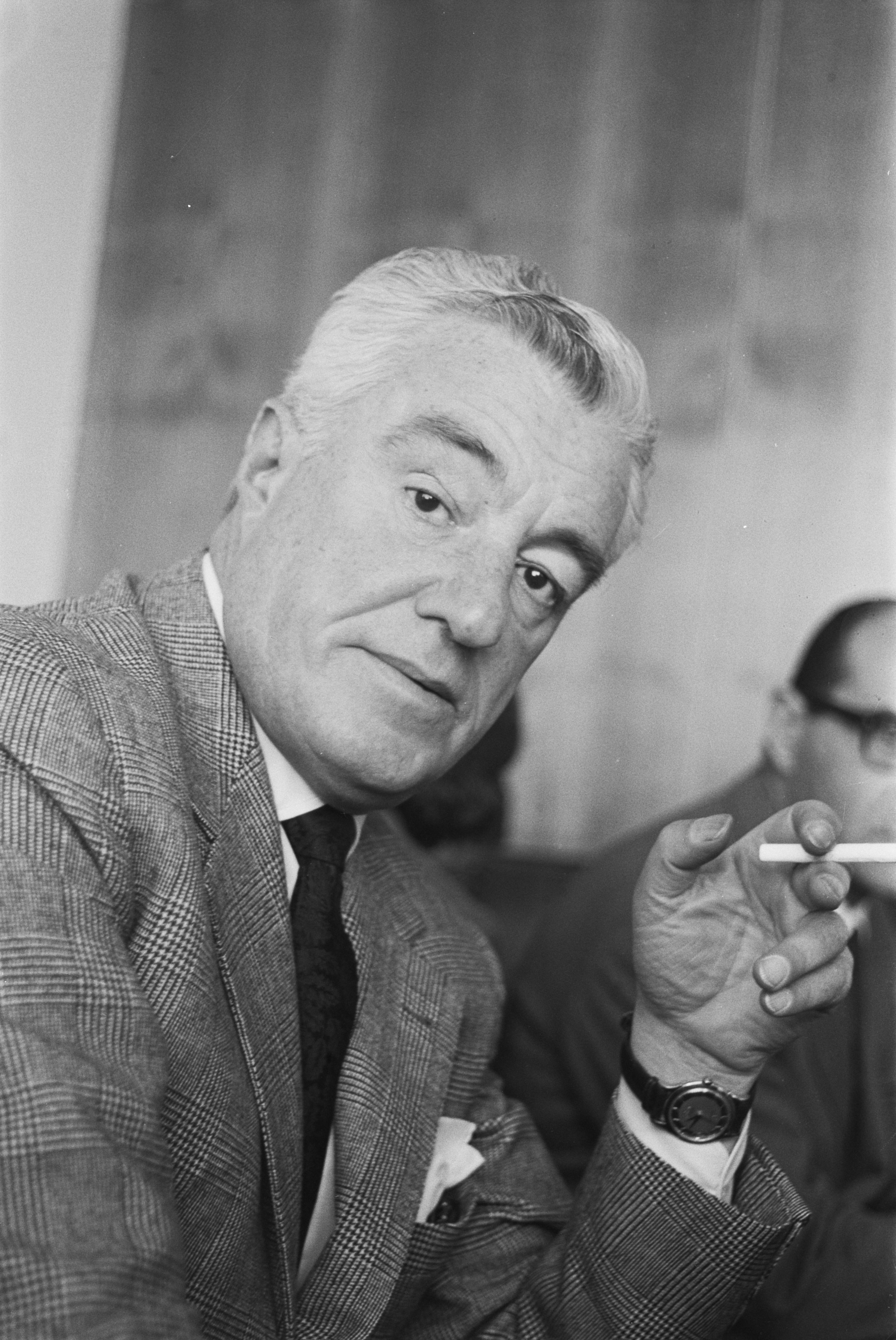
Витторио Де Сика называл «Суку» одним из своих любимых фильмов

Фильм расценивается как первая значительная работа классика французского кино, многие находки и мотивы которой он использовал в своём дальнейшем творчестве, предвосхищая снятые им в 1930-е годы шедевры. По словам критика Алисы Насртдиновой, этот фильм подготовил почву для «главного кинособытия наступающего десятилетия — ренуаровского реализма». Тема десоциализации, маргинализации человека будет продолжена Ренуаром в фильме «Будю, спасённый из воды», в котором роль бездомного бродяги, не желающего жить в буржуазном обществе и вести обывательский образ жизни, сыграл Мишель Симон. Как указывает критик Клод Живри, заложенный Ренуаром «миф Симон — „Будю“ — „Сука“» в 1953 году получит достойное завершение в картине «Жизнь порядочного человека» режиссёра Саша Гитри.
Историк кино Ежи Тёплиц рассматривает эту картину как предтечу натуралистического и пессимистического направления французского кинематографа. Он во многом предвосхитил зарождающуюся эстетику такого направления французского кинематографа 1930—1940-х годов, как поэтический реализм. Однако, хотя работа Ренуара, наряду с фильмом Жака Фейдера «Большая игра», стоит в начале развития этого направления, между ними есть и существенные отличия. Как замечает И. И. Лищинский, мотивы картин Фейдера и Ренуара — «фатальная предопределённость, игра, в которой можно лишь проиграть» — отражены в творчестве ярких представителей поэтического реализма и соавторов Жака Превера и Марселя Карне более искренне и страстно, а драматургическое развитие подано более эмоционально и трепетно. Благодаря ленте «Тони» за Ренуаром закрепилась слава одного из предшественников итальянского неореализма, а Витторио Де Сика — один из его ведущих мастеров, называл «Суку» одним из своих любимых фильмов. Кроме того, картину Жана Ренуара называют одним из стилистических предшественников фильмов-нуар. В 1945 году этот же роман де ла Фуршадьера был экранизирован под названием «Улица греха» в стилистике нуара немецким режиссёром Фрицем Лангом; фильм признаётся одной из самых значительных работ американского периода этого выдающегося постановщика. Однако Ренуар отнёсся к этой голливудской адаптации крайне негативно, признавшись Сатьяджиту Рею, что считает её «плохой». В 1968 году к постановке фильма по этой книге хотел обратиться французский режиссёр Жан-Пьер Мельвиль, однако в связи с невыполнением обязательств со стороны продюсеров этот проект так и не был реализован. Мельвиль и Ренуар относились к другу к другу с большим уважением и старший коллега выделял более молодого собрата среди других французских постановщиков.
Франсуа Трюффо, очень высоко ценивший творчество Ренуара и, в частности, этот фильм, посвятил ему свою картину «Сирена с „Миссисипи“» (1969), которая насыщена многочисленными отсылками к работам предшественника, а также сюжетно и тематически перекликается с «Сукой». Однако в критике подчёркивается разница в мировоззрении одного из лидеров французской новой волны и Ренуара. Так, по мнению критика Доминика Фанна (фр. Dominique Fanne), для Трюффо характерна та же «снисходительность к героям и любовь к ним, что и у Ренуара», но он представляет своих героев «скорее по-женски, чем по-мужски». Несмотря на то, что «Сирена с „Миссисипи“», сюжетно развивается как история деградации героя, как это имеет место и в «Суке», она значительно отличается своим итогом, фактически став «историей серьёзного, безгранично нежного отношения мужчины к своей жене».